# Andai
Andai ist eine Andafundi-Sprache in Papua-Neuguinea. Die Sprache wird in der Provinz East Sepik gesprochen und ist wegen der geringen Sprecherzahl vom Aussterben bedroht.